# Alfred Powlesland
Alfred James Powlesland (Newton Abbot, 7 augustus 1875 - Chudleigh, 25 februari 1941) was een Brits cricketspeler. 
Powlesland was de openings batsman van het Britse team dat tijdens de Olympische Spelen van 1900 de gouden medaille veroverde.

## Erelijst
- 1900 –  Olympische Spelen in Parijs team